# Mikalaj Stassenka
Mikalaj Aljaksandrawitsch Stassenka (belarussisch Мікалай Аляксандравіч Стасенка, russisch Николай Александрович Стасенко Nikolai Alexandrowitsch Stassenko; * 15. Februar 1987 in Roschtschino, Russische SFSR) ist ein belarussisch-russischer Eishockeyspieler, der seit Juni 2018 beim HK Witjas in der Kontinentalen Hockey-Liga unter Vertrag steht.

## Karriere
Mikalaj Stassenka begann seine Karriere als Eishockeyspieler im Nachwuchsbereich des HK ZSKA Moskau, für dessen zweite Mannschaft er bis 2004 in der Perwaja Liga, der dritten russischen Spielklasse aktiv war. Anschließend erhielt der Verteidiger einen Vertrag beim HK Junost Minsk aus der belarussischen Extraliga, mit dem er 2005, 2006 und 2009 jeweils die nationale Meisterschaft gewann. Auf europäischer Ebene war der Linksschütze mit Junost 2007 zudem im IIHF Continental Cup erfolgreich. Für die Saison 2009/10 wurde der Belarusse von Amur Chabarowsk aus der Kontinentalen Hockey-Liga verpflichtet. Ein Jar später wurde sein Vertrag bis 2011 verlängert. In insgesamt 65 KHL-Partien für Amur gelangen Stassenka sieben Torvorlagen.
Im Sommer 2011 war er zunächst vereinslos, ehe er im September des gleichen Jahres von Sewerstal Tscherepowez verpflichtet wurde.

### International
Für Belarus nahm Stassenka an der U20-Junioren-Weltmeisterschaft 2007 teil, bei der er mit seiner Mannschaft den zehnten und somit letzten Platz belegte und in die Division I abstieg.
Im Seniorenbereich lief Stassenka bei den Olympischen Winterspielen 2010, der Weltmeisterschaft 2010 und der Weltmeisterschaft 2011 auf. Im Rahmen dieser drei Turniere gelangen ihm fünf Assists bei sechs Strafminuten.

## Erfolge und Auszeichnungen
- 2005 Belarussischer Meister mit dem HK Junost Minsk
- 2006 Belarussischer Meister mit dem HK Junost Minsk
- 2007 IIHF-Continental-Cup-Gewinn mit dem HK Junost Minsk
- 2008 Belarussischer Vizemeister mit dem HK Junost Minsk
- 2009 Belarussischer Meister mit dem HK Junost Minsk

## KHL-Statistik
(Stand: Ende der Saison 2018/19)